# Jabłonówka (hromada Busk)
Jabłonówka (ukr. Яблунівка) – wieś w obwodzie lwowskim, w rejonie złoczowskim na Ukrainie.
Wieś założona w czasach saskich należała do starostwa grodowego buskiego na początku XVIII wieku. W II Rzeczypospolitej jednostkowa gmina wiejska. Od 1 sierpnia 1934 r., w ramach reformy scaleniowej stała się częścią Gminy Busk w powiecie kamioneckim. 21 września 1934 została podzielona na dwie gromady – Jabłonówka Ruska (dawna wieś Jabłonówka na północy gminy katastralnej) i Jabłonówka Polska (kolonia na południu gminy katastralnej wokół dawnego folwarku o nazwie Jabłonowski Folwark koło Buska, który już dawniej stanowił odrębną gminę jednostkową). Południowo-wschodnią część Jabłonówki (wokół przysiółka Niwy) włączono do Buska.
10 lutego 1940 NKWD zesłało stąd na Sybir 44 polskie rodziny. W latach 1944–1945 nacjonaliści ukraińscy z OUN-UPA zamordowali tutaj 40 Polaków i Ukraińców.
Do 19 lipca 2020 r. w rejonie buskim. 

## Położenie
Według Słownika geograficznego Królestwa Polskiego i innych krajów słowiańskich: Jabłonówka to wieś w powiecie Kamionka Strumiłowa, położona 24 km na południowy wschód od Kamionki Strumiłowej i 7 km na północ od Buska.